# BMW Sauber F1 Team Racing 09
BMW Sauber F1 Team Racing 09 es un simulador de carreras de 2009 desarrollado y publicado por Artificial Life para iOS.

## Jugabilidad
El juego cuenta con ocho pistas de carreras diferentes. Hay opciones de configuración de autos y carreras personalizables, un minijuego de parada en boxes, un modo de carrera que se centra en los tiempos de vuelta y tablas de clasificación en línea e integración de Facebook Connect. Se puede elegir a Robert Kubica o Nick Heidfield como piloto y empezar a correr. Una de las opciones es que en una pista lluviosa se puede cambiar los neumáticos del coche.
Hay cuatro pistas que se pueden elegir inmediatamente: China, Japón, Inglaterra y Alemania. Hay cuatro pistas desbloqueables que incluyen Australia, Mónaco, Brasil e Italia. Entonces eliges Carrera rápida, Contrarreloj o Campeonato. En el modo Campeonato puedes practicar, calificar o configurar tu auto antes de que comiencen las carreras. La carrera rápida permite a los jugadores elegir la pista, el modo de carrera (simple o profesional) y el clima (soleado o lluvioso).
Se gira el iPhone hacia la izquierda y hacia la derecha para conducir mientras los botones del acelerador y del freno se encuentran en la parte inferior de la pantalla táctil. También cuenta con diferentes ángulos de visión. Mientras se compite, aparece un ícono de cámara en la parte superior izquierda que cambia manualmente entre dos ángulos de la parte trasera del automóvil, una vista de la dirección en el automóvil y una vista completa sin obstáculos del conductor. Una vez que se completa una carrera, se puede ver una repetición multicámara de toda la carrera.

## Recepción
Damien McFerran de Pocket Gamer escribió: "Como para reflejar la tumultuosa suerte del equipo de carreras BMW Sauber de la vida real, este título de F1 con licencia tiene una buena cantidad de altibajos, pero aún así debería proporcionar algo de entretenimiento solo para los fanáticos de las carreras".